# Masataka Imai
Masataka Imai (今井 雅隆, Imai Masataka, Shizuoka, 2 april 1959) is een Japans voormalig voetballer die als doelman speelde.

## Clubcarrière
In 1978 ging Imai naar de Kokushikan University, waar hij in het schoolteam voetbalde. Nadat hij in 1982 afstudeerde, ging Imai spelen voor Honda FC. In 8 jaar speelde hij er 115 competitiewedstrijden. Imai beëindigde zijn spelersloopbaan in 1990.

## Interlandcarrière
Hij nam met het Japans zaalvoetbalelftal deel aan de Wereldkampioenschap zaalvoetbal 1989 in Nederland.